# Ден-Алыш
Ден-Алыш (кирг. Дөң-Алыш) — высокогорное село Кочкорского района. Входит в состав Талаа-Булакского аильного округа в Нарынской области Кыргызской Республики.
Расположено в Каракольской долине, вдоль реки Каракол, на высоте 2277 м над уровнем моря. Находится в 65 км к западу от районного центра Кочкорка в 120 км от железнодорожной станции Балыкчы. Основано в 1935 году. В селе имеется гимназия, клуб, библиотека. Установлен памятник погибшим в годы Великой Отечественной войны.
Население в 2009 году составляло 2 431 человек. Население занимается, в основном, животноводством.